# Jiří Penner
Jiří Penner (* 9. listopadu 1946 Otrokovice) je bývalý český fotbalový útočník a trenér.

## Hráčská kariéra
V československé nejvyšší soutěži hrál za Jiskru Otrokovice v ročníku 1964/65 při její jediné účasti. Vstřelil jednu prvoligovou branku – ve středu 19. května 1965 v Otrokovicích do sítě pražských Bohemians (prohra 3:6).

### Prvoligová bilance
| Ročník          | Zápasy | Góly | Minuty | Klub                 |
| --------------- | ------ | ---- | ------ | -------------------- |
| I. liga 1964/65 | 4      | 1    | 291    | TJ Jiskra Otrokovice |
| CELKEM I. LIGA  | 4      | 1    | 291    |                      |

## Trenérská kariéra
Po skončení hráčské kariéry se stal trenérem. Působil u mládeže Jiskry Otrokovice a v sezoně 2009/10 vedl její A-mužstvo.